# Neopseustis meyricki
Neopseustis meyricki là một loài bướm đêm thuộc họ Neopseustidae. Nó được Hering miêu tả năm 1925. Nó được tìm thấy ở miền trung highlands của Đài Loan, ở đó nó occurs rather widely at elevations exceeding 1,000 mét.
Sải cánh dài 20 mm đối với con đực và 20–22 mm đối với con cái.